# Danny Rampling
Danny Rampling (Londen, 15 juli 1961) is een Britse dj die actief is in de dancescene en een invloedrijke rol speelde in de opkomst van de Britse housescene in de jaren 80. Hij legde daarbij ook een belangrijke verbinding met Ibiza, die invloed had op het Balearic beat-geluid. Rampling presenteerde ook radioshows op de BBC. Ook produceert hij platen, al doet hij dat slechts sporadisch. 

## Biografie
Rampling begint in de vroege jaren tachtig als dj en draait dan vooral soul, funk en hiphop. Als aan het einde van de jaren 80 de housemuziek overwaait vanuit de Verenigde Staten past hij zijn draaistijl hier op aan. Een vakantie naar Ibiza met onder andere Paul Oakenfold heeft een bepalende rol voor zijn verdere draaistijl. Met name de stijl van DJ Alfredo in de Amnesia geeft hem inspiratie. Als hij terug is in de UK organiseert hij in Londen de Shoom-avonden, waarbij hij de sfeer van Ibiza probeert na te bootsen. Deze avonden zijn populair en zijn draaikunsten leveren hem in 1991 de allereerste DJ Magazine award op.
Rampling is in de vroege jaren negentig actief op enkele piratenstations. In 1994 maakt hij de overstap naar de BBC waar hij de Love Groove Dance Party show gaat presenteren, die tot 2002 zal lopen. Gedurende de jaren negentig maakt hij meerdere mixalbums. Ook maakt hij enkele singles voor Deconstruction Records onder de naam Millionaire Hippies. Overspannenheid leidt echter tot het einde van zijn relatie met dit label. In 1999 verschijnt er weer een productie onder zijn eigen naam. Dit is de single Community Of The Spirit, gezongen door Beverley Skeete. In 2002 duikt hij op bij een eenmalig project voor Defected Records. Met Joey Negro en Jocelyn Brown. Hiermee maakt hij het nummer That's How Good Your Love Is als Il Padrinos. 
In 2005 kondigt hij zijn pensioen als dj aan om een restaurant te openen. Daar komt hij in 2007 deels van terug. Hij draait vanaf dan weer zo nu en dan, al zal hij dit doen naast andere activiteiten. Zo schrijft hij het boek Everything you need to know about DJing and success voor beginnende dj's. Ook doet hij investeringen in duurzaam vastgoed.

## Discografie
- Mixmag Live Volume IV - 1992
- Journeys By DJ Volume 3: Party Mix With Danny Rampling - 1993
- DJ Power - 1994
- "In The Mix" Volume One - 1995
- A Voyage Into Trance - 1996
- Love Groove Dance Party Volumes 1 & 2 - 1996
- Love Groove Dance Party Volumes 3 & 4 - 1996
- Love Groove Dance Party Volumes 5 & 6 - 1997
- A Voyage Into Trance - Dragonfly (met Paul Oakenfold) - 1997
- Club Nation: Danny Rampling / Tall Paul - 1998
- The Cutting Edge (met Jon Pleased Wimmin) - 1998*
- Decade Of Dance - 1999
- UKUSA - Rampling & Morales (met David Morales) - 2000
- Ministry Presents Superstar DJs: Danny Rampling - 2001
- Love Groove Dance Party - 2001
- Turntable Symphony - 2002
- Break For Love - 2005